# Brittons Hill
El Brittons Hill es un equipo de fútbol de Barbados que juega en la Primera División de Barbados, la máxima categoría de fútbol en el país.

## Historia
Fue fundado en el año 1979 en la ciudad de Saint Michael, Barbados, aunque sus partidos los juega en la capital Bridgetown.
Es el único club de fútbol de Barbados que gana el título de segunda división y de primera división en años consecutivos (1989 y 1990), y también ganó el título de copa en una ocasión en el año 2007.

## Palmarés
- Primera División de Barbados: 2[3]

1990, 2009
- Segunda División de Barbados: 1

1989
- Barbados FA Cup: 1[4]

2007